# Melitaea didymina
Melitaea didymina är en fjärilsart som beskrevs av Otto Staudinger 1895. Melitaea didymina ingår i släktet Melitaea och familjen praktfjärilar. Inga underarter finns listade i Catalogue of Life.